# ستيف هيسلوب (لاعب كرة قدم)
ستيف هيسلوب (بالإنجليزية: Steve Hislop)‏ هو لاعب كرة قدم بريطاني في مركز الهجوم، ولد في 14 يونيو 1978 في إدنبرة في المملكة المتحدة. لعب مع بونيس يونايتد وريث روفرز ونادي اربوراث ونادي إنفرنيس ونادي إيست فيف ونادي روس كاونتي ونادي ستيرلينغشير الشرقية ونادي غيلينغهام ونادي ليفينغستون.

## وصلات خارجية
- ستيف هيسلوب (لاعب كرة قدم) على موقع قاعدة بيانات كرة القدم.إي يو (الإنجليزية)
- ستيف هيسلوب (لاعب كرة قدم) على موقع Soccerbase.com (لاعب) (الإنجليزية)